# 괴물 (1951년 영화)
《괴물》(영어: The Thing from Another World 혹은 영어: The Thing)은 1951년 개봉한 미국의 흑백 SF 공포 영화이다. 존 W. 캠벨의 중편 소설 "Who Goes There?"→거기 누구냐?가 원작이다.
1982년 같은 소설을 원작으로 하는 영화 《괴물》(The Thing)이 개봉하였다.

## 줄거리
알래스카 준주 공군 기지 소속의 헨드리 대위는 북극점 탐사 기지를 이끄는 노벨상 수상자 캐링턴 박사로부터 인근에 추락한 비행 물체를 조사해 달라는 요청을 받고 더글러스 C-47 스카이트레인에 기자 스콧, 상병 반스, 기장 밥, 썰매개들을 싣고 탐사 기지로 향한다.
공군들은 과학자들과 함께 추락 지점으로 간다. 이들은 얼음 속에 파묻힌 거대한 비행접시를 발견하고, 얼음을 치우려고 테르밋을 썼다가 비행접시를 파괴해 버린다. 하지만 가이거 계수기를 통해 근처에 묻혀 있는 냉동된 외계 생명체의 시체를 탐지하고 얼음덩어리째로 기지로 옮긴다. 한편 헨드리는 캐링턴의 비서 니키 니컬슨과 재회한다.
폭풍이 거세지는 가운데 헨드리가 기지 지휘를 맡는다. 반스가 전원이 들어와 있는지 모르고 전기요로 얼음을 덮으면서 해동이 이뤄지고, 실은 생존하고 있던 외계 생명체가 도망친다. 이 진화한 식물형 외계 생명체는 흡혈을 하며, 개들을 공격하고 과학자들을 살해한다. 공군들은 외계 생명체를 간신히 온실에 가둔다.
그러나 이 우월한 외계 생명체에게 매료된 캐링턴은 소통을 시도할 생각에서 몰래 외계 생명체의 잘린 팔에서 추출한 씨앗을 재배하고 기지의 혈장을 공급한다. 헨드리는 캐링턴이 저지른 짓을 뒤늦게 알아낸다.
온실에서 탈출한 외계 생명체는 공군들을 공격한다. 공군들은 외계 생명체에 등유를 끼얹고 불을 붙여 영하 51 °C의 폭풍 속으로 쫓아낸다. 재정비 후 기지 사람들은 외계 생명체가 보일러 급유 장치를 망가뜨렸다는 걸 알게 되고, 기온이 급격히 떨어지는 상황에서 발전실로 피신한다. 이들은 고전압 전기 함정을 설치하여 외계 생명체를 유인하고 감전시켜 한 줌의 재로 만든다.
기상 상태가 호전된 후 헨드리는 니컬슨과 결혼을 약속하고, 스콧은 앵커리지에 모여있는 기자단에게 사상 초유의 사건을 알리는 보도를 전한다. 스콧은 "하늘을 주시하라"는 경고로 방송을 마무리한다.

## 출연진
- 마거릿 셰리든 - 니키 니컬슨 역
- 케네스 토비 - 패트릭 헨드리 대위 역
- 로버트 콘스웨이트 - 아서 캐링턴 박사 역
- 더글러스 스펜서 - 네드 "스코티" 스콧 역
- 제임스 영 - 에디 다이크스 중위 역
- 듀이 마틴 - 기장 밥 역
- 로버트 니컬스 - 켄 "맥" 맥퍼슨 중위 역
- 윌리엄 셀프 - 반스 상병 역
- 에두아드 프란즈 - 스턴 박사 역
- 샐리 크레이턴 - 채프먼 부인 역
- 제임스 아네스 - 괴물 역
- 폴 프리스 - 보히스 박사 역 (크레디트 미기재)
- 존 더키스 - 채프먼 박사 역 (크레디트 미기재)
- 조지 페너먼 - 레딩 박사 역 (크레디트 미기재)
- 에버렛 글래스 - 윌슨 박사 역 (크레디트 미기재)
- 에드먼드 브리언 - 앰브로즈 박사 역 (크레디트 미기재)
- 노버트 실러 - 로런스 박사 역 (크레디트 미기재)
- 데이비드 맥맨 - 포거티 준장 역 (크레디트 미기재)
- 로버트 스티븐슨 - 스미스 대위 역 (크레디트 미기재)

## 기타 제작진
- 의상: 마이클 울프